# Bezaanjachtplein
Het Bezaanjachtplein is een plein in Amsterdam-Noord.

## Inleiding
Dit was eeuwenlang groen poldergebied behorend bij de gemeente Buiksloot. Net als de 19e eeuwse cirkel rond de stadsbebouwing van gemeente Amsterdam zagen de bewoners die bebouwing steeds meer hun kant op komen. Amsterdam kocht steeds meer grond maar de gemeente Buiksloot sloot zich in 1921 vrijwillig aan bij de gemeente Amsterdam en Amsterdam kon zo de almaar groeiende bevolking huisvesten. In de jaren zestig van de 20e eeuw was het dan zover. Het eerste gedeelte van de wijk Banne Buiksloot werd ingevuld. Op 17 september 1969 kreeg het plein haar naam. Ze werd net als andere eerdere (1965) vernoemde straten en pleinen vernoemd naar scheepstypen, in dit geval de bezaan. De gemeente omschreef het in 1969 als volgt:
Type zeilschip, doorgaans met drie masten, de achterste mast heet de bezaanmast, waaraan een gaffelzeil.
Het plein ligt in een gebied omsloten door de Banne Buikslootlaan, Statenjachtstraat, Parlevinkerpad (alleen voetgangers en fietsers)  en de IJdoornlaan (alleen snelverkeer).

## Gebouwen

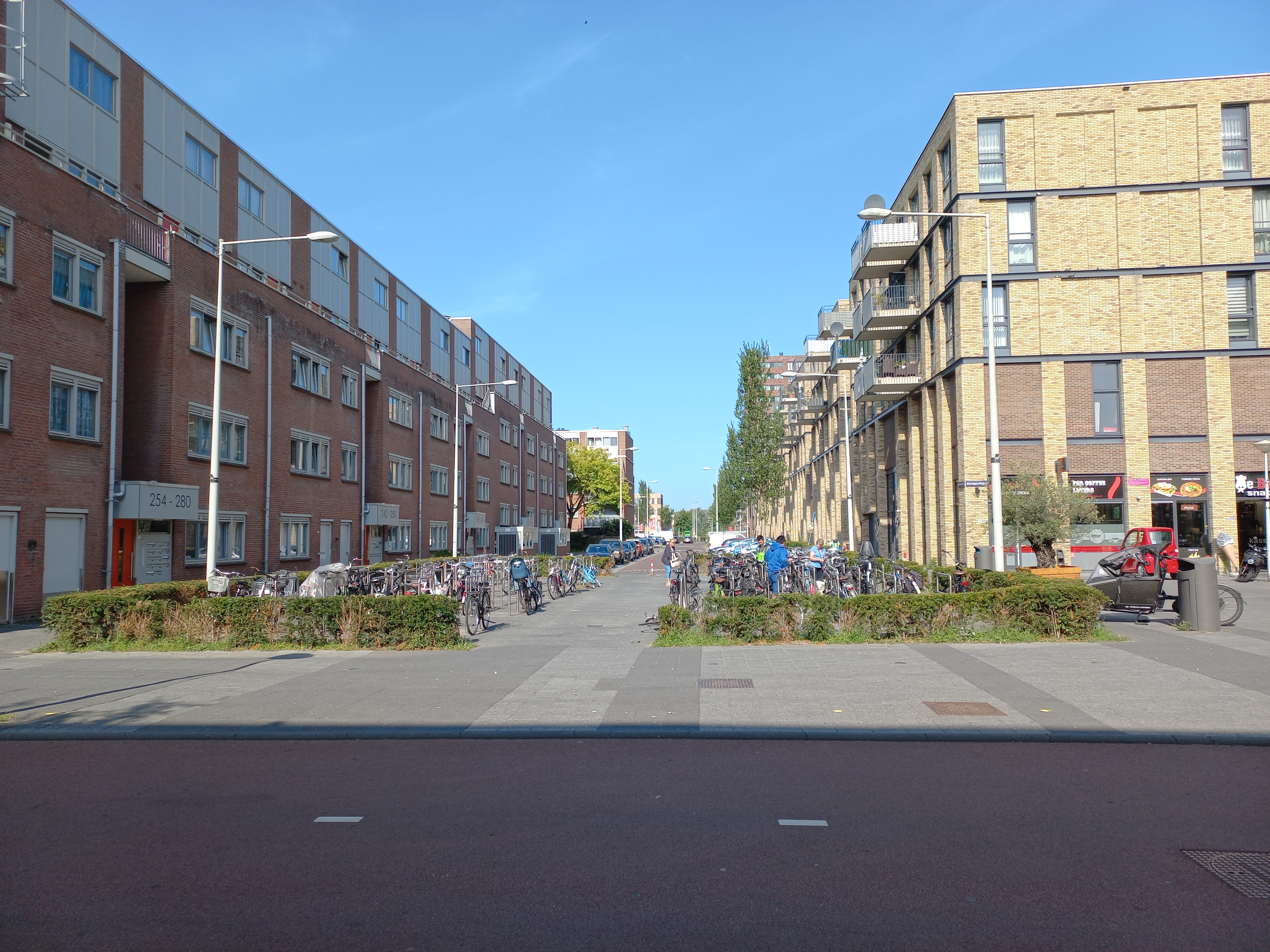
Straatdeel Bezaanjachtplein met links werk van Vink/Kuilen, rechts van RPHS+ (augustus 2024)

Toen het plein haar naam kreeg was het eigenlijk geen plein. Het was weliswaar een open ruimte, maar ze werd aan geen enkele kant ingesloten door bouwwerken. Een foto uit 1974 laat alleen een nog vrij plat gebouw (Patrimonium) zien in opgespoten terreinen. De contouren van de verhoogd aangelegde IJdoornlaan die later de noordelijk grens van het plein werd zijn zichtbaar. Het groen werd steeds meer teruggedrongen door de steeds dichter wordende bebouwing. Die bebouwing ging door tot minstens 2013, toen het nieuwbouwblok De Banne Centrum naar ontwerp van RPHS+ (Eric Scholman) werd opgeleverd. Het blok 104-192 komt uit de jaren tachtig van de hand van Hubertus Teunis Vink en Wouter van de Kuilen, die voornamelijk ontwierpen voor Noord-Holland, waarbij niet zelden het kantoor, waar ook Wieger Bruin werkte, tevens de plattegrond invulde.
Door al die bebouwing kreeg het Bezaanjachtplein een zeer grillige vorm; een deel is na genoemde bebouwing niet meer herkenbaar als plein; het is een straat die naar het Banneplein voert; een ander deel is dan weer een soort parkje.

### Patrimonium
Het genoemde gebouw was een gebouw ten behoeve van de Beheersstichting Patrimonium Amsterdam, Westzaan, Landsmeer en Purmerend. Het was een laagbouwcomplex met drie bouwlagen aan kantoor en een aangebouwde stalling en werkplaats. Het ontwerp kwam architekten- en ingenieursburo Bakker en Bakker. In de loop der jaren verdwenen zowel architectenbureau, woningstichting (2004) en het gebouw, dat tekenend voor de geschiedenis van het plein op Bezaanjachtplein 1 stond.

## Openbaar vervoer
Sinds 1965 rijdt bus 34 (tot 1966 bus A) langs het plein.